# Pietro di Niccolò da Orvieto
Pietro di Niccolò da Orvieto (1430 – 1484) è stato un pittore italiano del Rinascimento.

## Biografia
Non si sa molto della sua vita se non attraverso le sue opere. Nacque lavorò e visse per tutta la sua vita nel centro Italia, e il suo stile lo colloca nella Scuola umbra. Dipinse principalmente opere a tema religioso per commissioni della chiesa locale. Morì nel 1484. Una delle sue opere fa parte della collezione del Museo Fitzwilliam di Cambridge.